# Eriocaulon humboldtii
Eriocaulon humboldtii är en gräsväxtart som beskrevs av Carl Sigismund Kunth. Eriocaulon humboldtii ingår i släktet Eriocaulon och familjen Eriocaulaceae. Inga underarter finns listade i Catalogue of Life.